# Jewels (Queen)
Jewels è una raccolta delle più famose canzoni dei Queen, pubblicata nel 2004 sia in CD che DVD, solo in Giappone e a Taiwan. La raccolta ha avuto un grande successo, balzando rapidamente in testa alle classifiche di vendita nipponiche.

## Tracce
versione CD
1. I Was Born to Love You - 4:50
2. We Will Rock You - 2:01
3. We Are the Champions - 3:01
4. Don't Stop Me Now - 3:29
5. Too Much Love Will Kill You - 4:19
6. Let Me Live - 4:45
7. You're My Best Friend - 2:50
8. Under Pressure (Edit) - 3:56
9. Radio Ga Ga - 5:48
10. Somebody to Love - 4:56
11. Killer Queen - 2:59
12. Another One Bites the Dust - 3:34
13. Crazy Little Thing Called Love - 2:42
14. Flash (Single Version) - 2:49
15. The Show Must Go On (vinyl edit) - 4:24
16. Bohemian Rhapsody - 5:54